# Lorraine-Dietrich Type G 2
Der Lorraine-Dietrich Type G 2 ist eine Baureihe von Pkw-Modellen aus der Zeit um 1910. Dazu gehören Type FG 2 und Type RG 2. Hersteller war Lorraine-Dietrich in Frankreich.

## Beschreibung
Die Baureihe stand von 1909 bis 1910 und nach einem Jahr Pause erneut 1912 im Sortiment. Es war das kleinste und schwächste Modell des Herstellers und hatte weder Vorgänger noch Nachfolger.
Der Motor mit SV-Ventilsteuerung entstand nach einer Lizenz von Turcat-Méry. Er ist der einzige Zweizylindermotor von Lorraine-Dietrich. Die Bauart als Monoblockmotor ist schlüssig, da der Hersteller bei seinen Vierzylindermotoren auch jeweils zwei Zylinder paarweise zusammengegossen hatte. 80 mm Bohrung und 120 mm Hub ergeben 1206 cm³ Hubraum. Der Motor war damals in Frankreich steuerlich mit 10 CV eingestuft.
Der Motor ist vorn längs im Fahrgestell eingebaut. Er treibt über ein Dreiganggetriebe und eine Kardanwelle die Hinterachse an. Gebremst werden zeittypisch nur die Hinterräder.
Der Type FG 2 hat in den ersten beiden Jahren 2500 mm Radstand und danach 2495 mm Radstand, bei einheitlich 1360 mm Spurweite. Der nur 1910 angebotene Type RG 2 hat dagegen 2325 mm Radstand.
Das Fahrgestell wiegt 640 kg. Aufbauten als Doppelphaeton sind bekannt.